# Ернст Блох
Ернст Сімон Блох (нім. Ernst Simon Bloch; (8 липня 1885 , Людвігсгафен-на-Рейні  — 4 серпня 1977 , Тюбінген, Баден-Вюртемберг ); Псевдоніми: Карл Яраус, Якоб Кнерц) — німецький марксистський філософ.

## Біографія

### Походження, юність, освіта

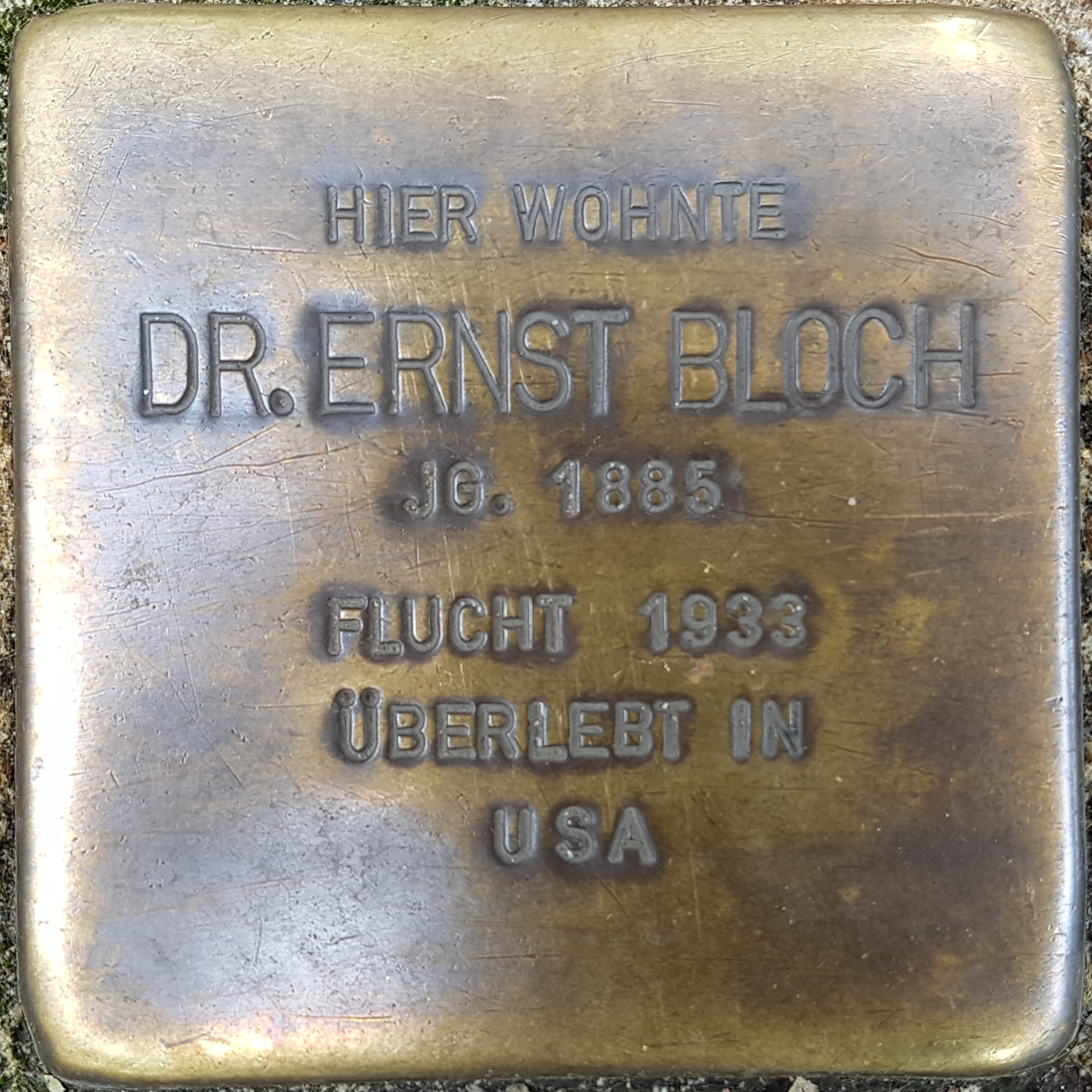
Камінь спотикання Блоха в його рідному місті Людвіґсгафені перед будинком за адресою Rheinblock 54b

Ернст Блох народився в єврейській родині з Пфальца. Його батьками були Маркус (пізніше Макс) Блох (1853—1926) і Барбара (Берта), нар. Фейтель (1861—1935). Батько Блоха піднявся з робітника до службовця на Пфальцькій залізниці.
За словами Блоха, контраст між робітничим містом Людвіґсгафен-на-Рейні та буржуазним містом Мангаймом був визначальним для його розвитку. Змалку Ернст цікавився філософією та літературою. Після закінчення гуманістичної гімназії в Людвіґсгафені, з 1905 року він вивчав філософію в Мюнхенському університеті у Теодора Ліппса, вивчав також фізику, німецьку мову та музику як другорядні предмети. Потім він переїхав до Вюрцбурзького університету до Освальда Кюльпе. У 1908 році здобув ступінь доктора наук за роботу «Критичні дискусії про Рікерта та проблема сучасної епістемології». Вже в цьому есеї він розвивав ідеї утопічного мислення, маючи справу з тим, що «ще не сталося».

### До і під час Першої світової війни: поворот до соціалізму
Після захисту докторської дисертації Блох переїхав до Берліна. Під час колоквіуму з Георгом Зіммелем він потоваришував з ним та з Георгом Лукачем. Дружба із Зіммелем припинилася через його палку підтримку німецьких військових зусиль у Першій світовій війні.
З 1911 року Ернст Блох жив разом зі скульпторкою Ельзою фон Стріцкі на півдні Німеччини. Вони одружилися в 1913 році. Після поїздки до Італії він зустрів у Гейдельберзі Макса Вебера. На відміну від радше тверезомислячого кола навколо Вебера, Блох, під впливом буржуазного руху Вандерфогеля, був експресивним у своїй мові та неспокійним у своєму способі життя. Як зауважив Макс Вебер, молодий філософ мав величезну самовпевненість. Ба більше, Блох бачив себе пророком нового месії.
Як переконаний противник війни, він одержав замовлення написати про пацифістські утопії у Швейцарії. Малося на увазі пацифістське поселення Монте Веріта у швейцарській Асконі. Навесні 1917 року він разом з дружиною переїхав до Локарно-Монті в Швейцарію. Там він закінчив свою працю «Дух утопії» та написав есе «Про морального та духовного лідера», у якому описав себе як «духовного лідера» поряд із «моральним лідером» Ґусто Ґрезером, «братом, що прагне до освячення» (Вюсте 99), який «хотів жити по-францисканськи, а не на боці Господа» (Вюсте 143). У той час Блох поділяв критику поселенцями модернізму, їхню «утопічну тенденцію», але не міг прийняти «Дао» і «Амулет оголеного серця», тобто «Євангеліє ненасильства» (KK 234) Ґрезера. Віра у його власне месіанське покликання зруйнувалася, натомість Блох звернувся до політики та ленінізму. Проте його повага до «первісного релігійного прагення» поселенців і його пристрасний інтерес до утопічних починань залишилися.

### Ваймарська республіка
Після закінчення війни, коли Німеччина стала республікою, Блох покинув Швейцарію та поїхав до Мюнхена. У 1920-х роках він знову жив у Берліні як вільний журналіст без постійної роботи та час від часу вирушав у поїздки до Італії, Парижа та в Санарі-сюр-Мер. У 1925/26 роках Блох перебував у Тунісі, а в 1929 році — у Відні. Його друзями на той час були Бертольт Брехт, Курт Вайль, Теодор В. Адорно та Вальтер Беньямін.
У 1922 році, після смерті першої дружини, він одружився з художницею Ліндою Оппенгаймер. Цей шлюб також залишився бездітним, але 1928 року Блох розлучився. Його дочка Мір'ям, народжена в 1928 році, походить від його стосунків з Фрідою Абель. ПІзніше вона вийшла заміж за швейцарського скульптора Ганса Йозефсона.

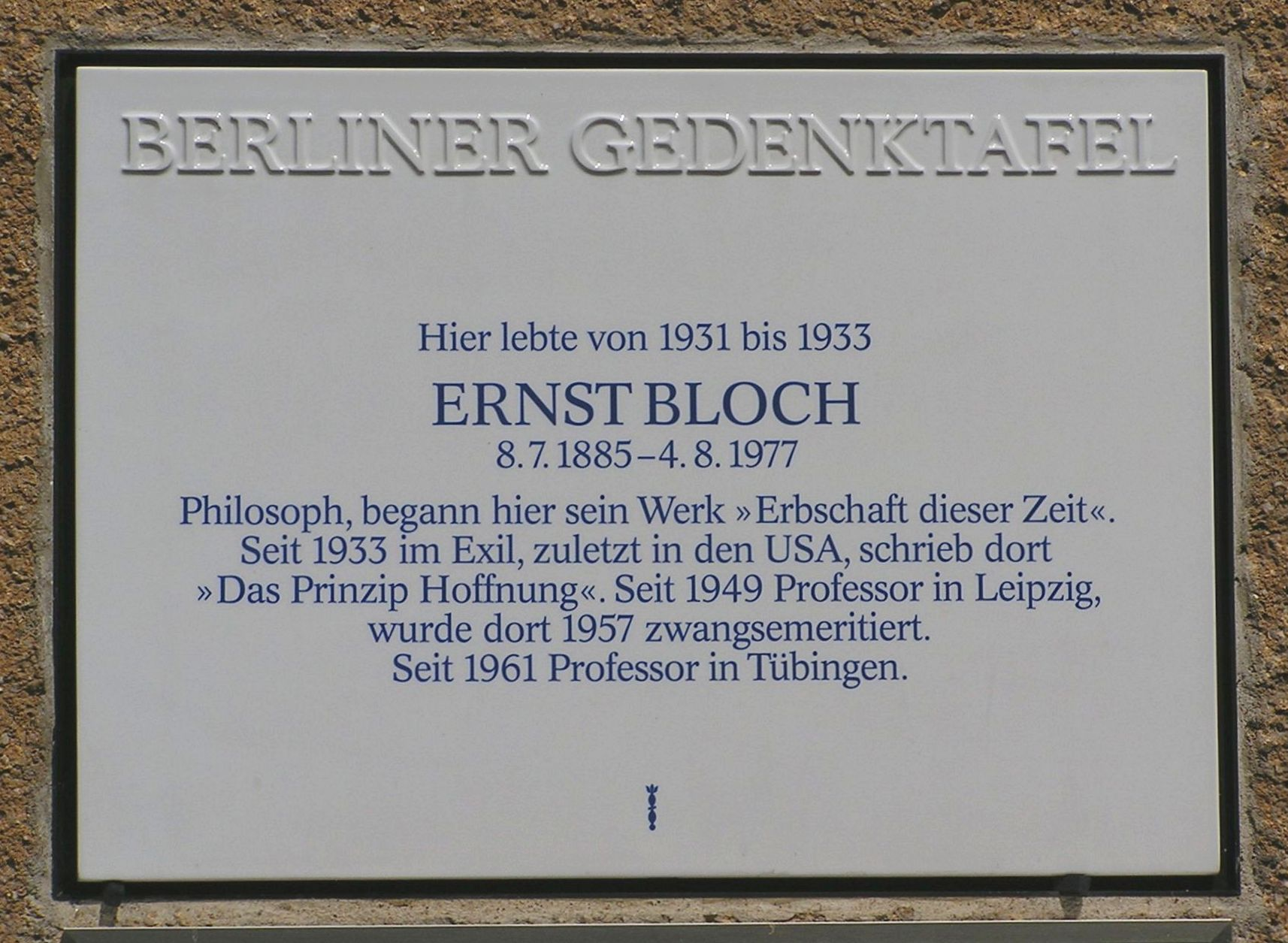
Меморіальна дошка на будинку за адресою Kreuznacher Strasse 52 у Берлінській художній колонії Берлін-Вільмерсдорф

У цей час з'явилися дослідження Блоха про Томаса Мюнцера, новий варіант «Духу утопії», переписаний у сенсі марксистської філософії, а також есе, оповідання та афоризми. Він також писав статті для Frankfurter Zeitung, для тижневика про політику, мистецтва та бізнес Die Weltbühne та для інших періодичних видань. У політичному плані Блок був дуже активним і доволі рано почав боротьбу з дедалі сильнішою НСДАП.

### Час націонал-соціалізму: вигнання
Невдовзі після приходу Гітлера до влади Блох був позбавлений громадянства та емігрував до Швейцарії разом зі своєю супутницею Каролою Піотровською, яка також була єврейкою. Там у вересні 1934 року його заарештували як «спільника» «агента Комінтерну» і вислали з країни. Пара залишилася у Відні, де одружилася в 1934 році. Піотровська була архітекторкою польського походження. Їхній зв'язок тривав аж до смерті Блоха. Після того, як у 1935 році Блох у Цюриху опублікував антинацистську книгу «Спадок цього часу», 1936—1938 роки подружжя провело в Празі. У 1937 році народився їхній єдиний син Ян Роберт Блох. Блох працював у відродженому часописі Weltbühne, яким після політичних розбіжностей керував Герман Будзіславський, водночас Блох писав про проблему матеріалізму у філософії та брав участь у дискусіях щодо ролі народного фронту в боротьбі проти націонал-соціалізму. Це призвело до гарячих «експресіоністських дебатів» з його другом Георгом Лукачем.
З середини 1930-х років Блох публічно виступав на підтримку так званих сталінських чисток, зокрема захищав Московський процес. Таке ставлення дуже обтяжило деякі його дружні стосунки, включно з довірчими стосунками з Адорно. Лише значно пізніше він публічно визнав помилковість своєї оцінки московських процесів і сталінізму. У зв'язку з публікацією Блохом його творів, у 1968/69 роках ця тема знову на якийсь час стала актуальною, коли Блох не включив відповідну статтю до тому Political Measurements, Pestzeit, Vormärz. Після різкої критики такого підходу Блох погодився опублікувати всі політичні статті з Weltbühne в окремому томі поза багатотомним виданням. Проте навіть на початку існування НДР він вихваляв Сталіна як «справжнього провідника до щастя».
Після Мюнхенської угоди, незадовго до того, як німецькі війська увійшли до Праги, 9 березня 1939 року Блох з родиною зміг вийхати до США. Там Блох, як і багато німецьких авторів-вигнанців, страждав від фінансових труднощів через незнання англійської мови. Його дружина Карола могла працювати архітекторкою. В американському вигнанні він написав важливі тексти, включно з книгою «Принцип надії», яку часто називають його основною працею. Блох був одним із тих емігрантів, які продовжували писати німецькою мовою. 1944 року разом з іншими відомими німецькими авторами та художниками, які втекли з Німеччини, він брав участь у заснуванні невеликого видавництва «Аврора» в Нью-Йорку, яке діяло майже виключно як видавництво самвидаву.

### НДР 1948—1961

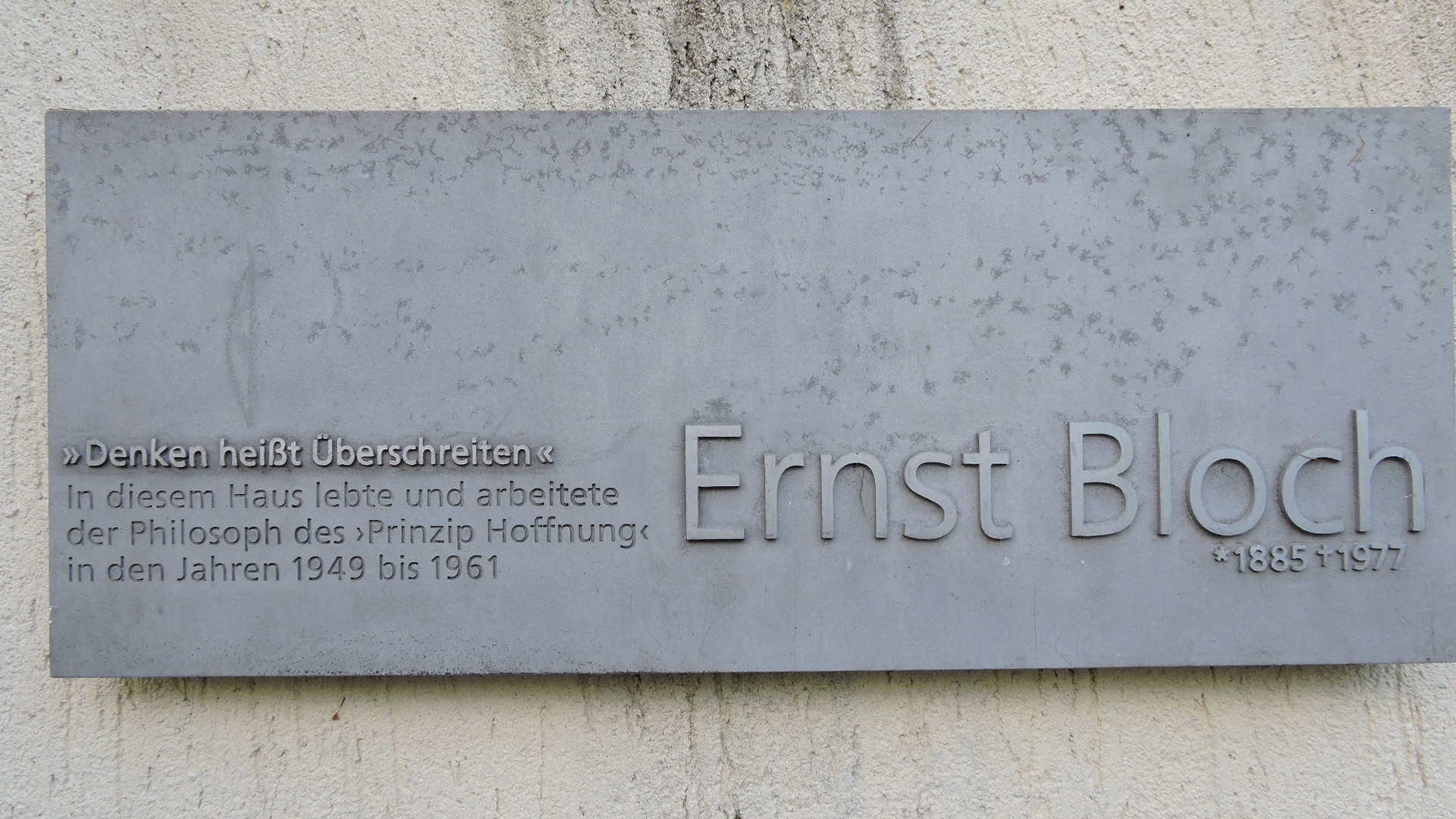
Меморіальна дошка на будинку Ернста Блоха в Лейпцигу-Шлейсігу, вул. Вільгельма-Вільда. 8 (дизайн лейпцизького художника Ульфа Пудера)

У 1948 році Блоху запропонували очолити кафедру філософії в Лейпцизькому університеті після того, як в попередніх переговорах Герберт Маркузе відхилив пропозицію про своє призначення на цю кафедру. Наступного року, коли Блоху було 64 роки, він переїхав до Лейпцига. У 1955 році йому була присуджена Національна премія НДР. Крім того, він став членом Німецької академії наук у Берліні (DAW). Загалом Блох за короткий час став державним філософом НДР. До його численних студентів того часу належав і його асистент Манфред Бур, який здобув докторський ступінь у 1957 році, згодом став професором у Грайфсвальді, а потім директором Центрального інституту філософії Академії наук (AdW) у Берліні. Проте з часом Бур розвинувся в одного з найсуворіших критиків Блоха, ще одним критиком Блоха був Герд Іррліц.
Угорське повстання 1956 року підштовхнуло переконаного марксиста Блоха до курсу, протилежного режиму СЄПН: його остання лекція 17 грудня 1956 р. стосувалася «проблем подальшого розвитку марксизму після Маркса», однак для партії історичний і діалектичний матеріалізм вважався незмінним і завершеним. Через те, що Блох викладав свої гуманістичні ідеї свободи, 1957 року його було відправлено на пенсію. Це відбулося насамперед з політичних причин, а не через вік (на той час йому було 72 роки). Ціла низка науковців виступила проти виступили проти цього примусового виходу на пенсію, зокрема його відомий колега-професор Еміль Фукс та його онук Клаус Фукс-Кіттовський, який навчався у Блоха. Водночас Ругард Отто Гропп, колега з Лейпцига, опублікував 19 грудня 1956 року статтю в Neues Deutschland, якою розпочав політичну кампанію проти Блока та його послідовників, яких викривали як ідеалістів. За словами Арно Мюнстера, Ґропп написав статтю за наказом вищого начальства і мав використати її для підготовки звинувачення проти Блоха в ревізіонізмі. Після будівництва Берлінської стіни в 1961 році Блох після поїздки на Захід не повернувся до НДР.

### Федеративна республіка і студентський рух

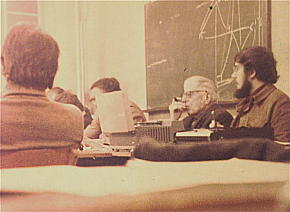
Ернст Блох на семінарі «Привиди та попередні роботи в мистецтві», Тюбінгенський університет, лютий 1971 р.

У Федеративній Республіці Німеччини Блох, уже дуже старий, прийняв посаду запрошеного професора в Університеті Ебергарда Карла в Тюбінгені. У 1967 році він отримав Премію миру німецьких книгарів, у 1970 році став почесним громадянином у своєму рідному місті Людвіґсгафені. Згодом він одержав також почесні докторські ступені Загребського університету, Сорбонни та Тюбінгенського університету. Блох критично доброзичливо супроводжував студентський рух кінця 1960-х років. Частина руху 1968 року посилалися на його твори. У 1970-х роках між Блохом і Руді Дучке зав'язалася батьківська дружба. У постаті Дучке Блох бачив можливого продовжувача своїх ідей. У 1971 році разом з Каролою Блох заснував асоціацію «Допомога для самодопомоги», яка працювала з правопорушниками.

### Смерть

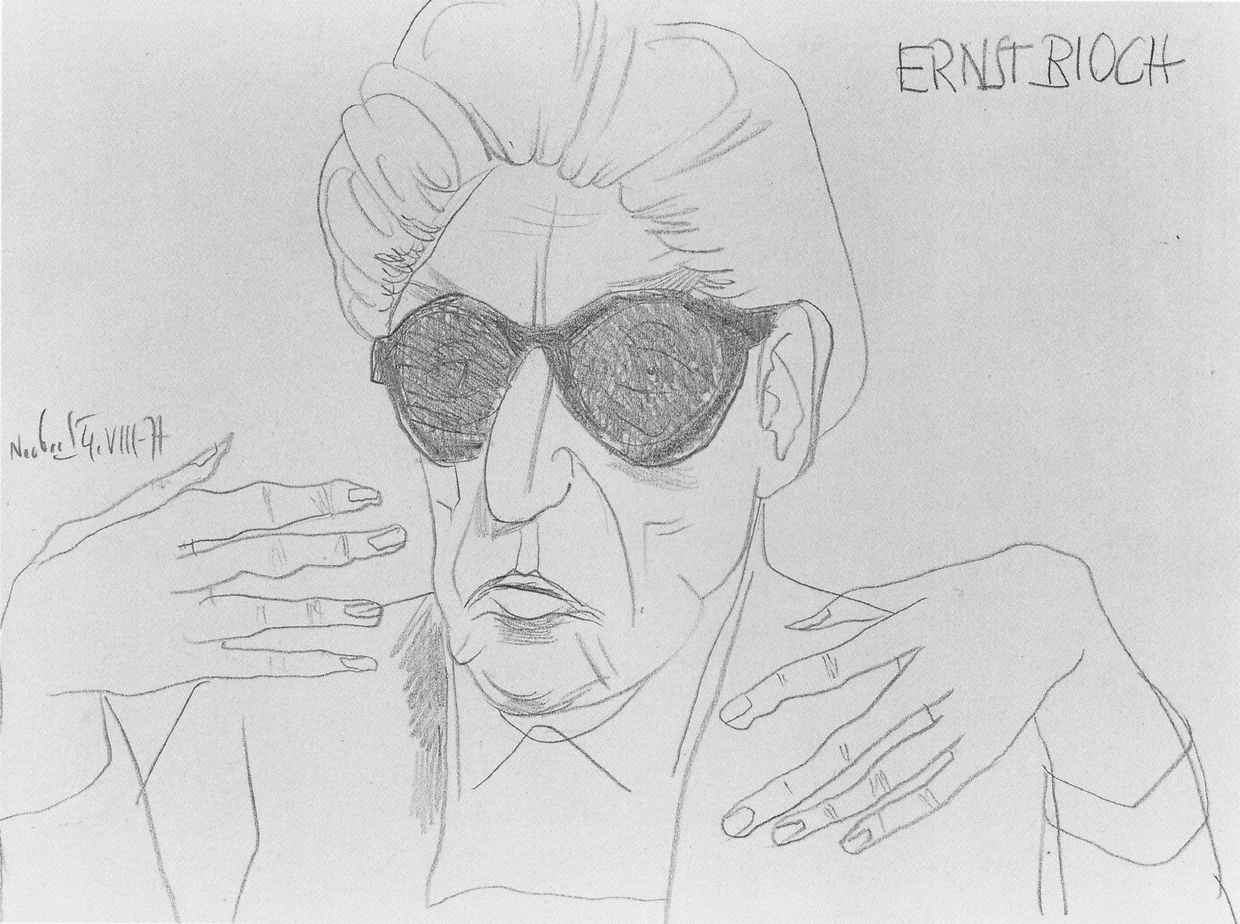
Ернст Блох, малюнок олівцем Ганса Нойберта, 1977 рік

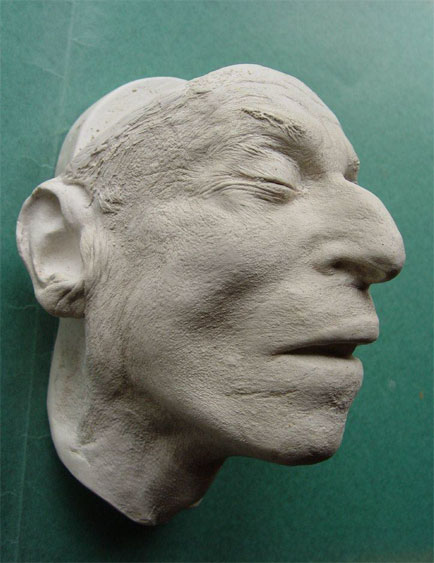
Посмертна маска Ернста Блоха, зроблена Герхардом Галбріттером 5 серпня 1977 року

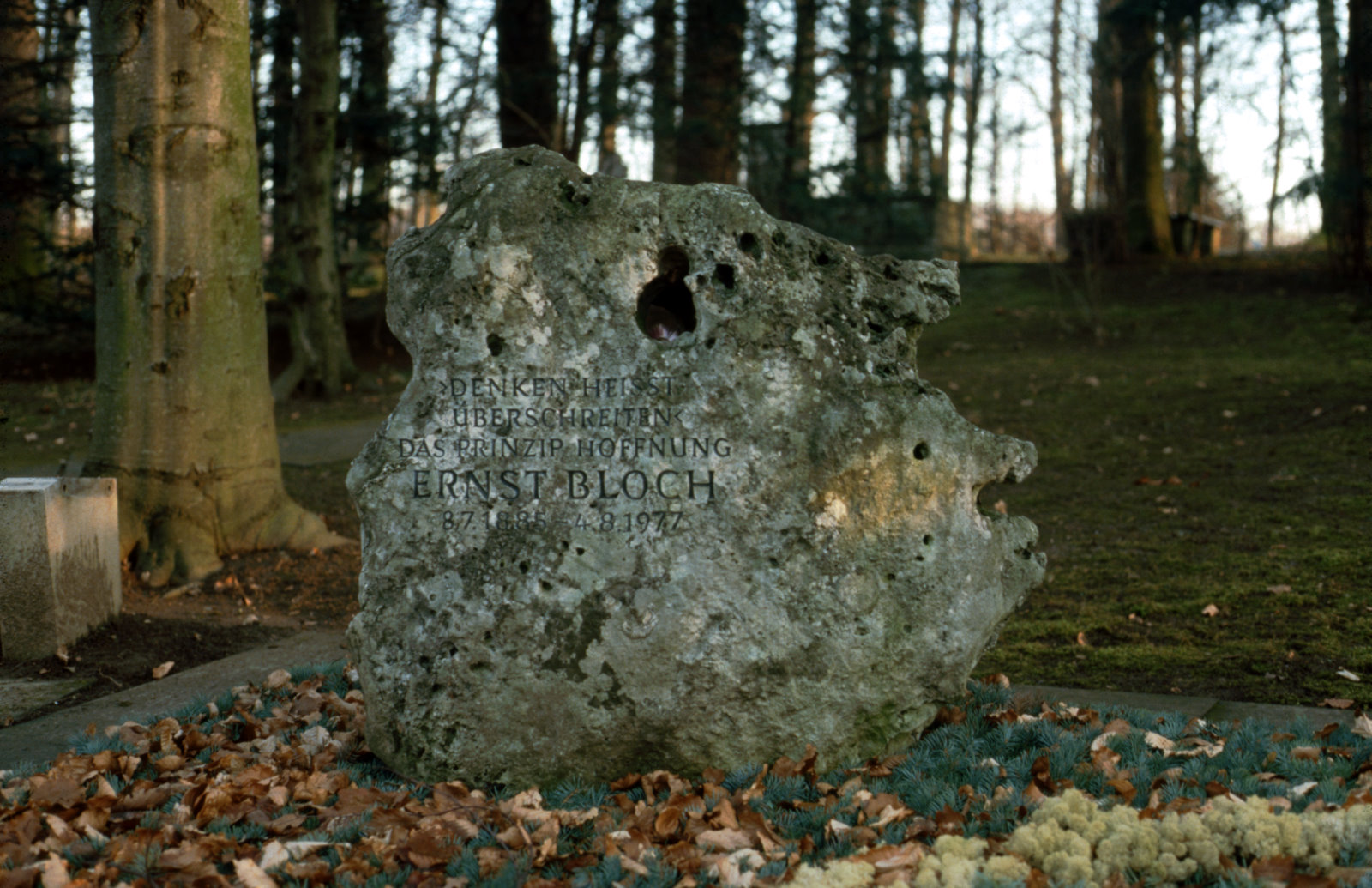
Могила Блоха в Тюбінгенськомуцвинтарі Бергфрідгоф. Напис: Мислення означає перевищення — Принцип надії — Ернст Блох 08.07.1885 — 04.08.1977

4 серпня 1977 року, на 92 році життя, Ернст Блох помер. Близько 3000 студентів зібралися на смолоскипну ходу у день його похорону. Свій останній спочинок він знайшов на Тюбінгенському цвинтарі Берґфрідгоф.

## Філософія Блоха
Ернст Блох — філософ «конкретних утопій», мрій, принципу надії. У центрі його системи є людина, яка мислить поза собою. Свідомість людини є не тільки продуктом її буття, вона радше наділена «надлишком». Цей «надлишок» знаходить своє вираження в соціальних, економічних і релігійних утопіях, в образотворчому мистецтві, музиці та мріях.
Як марксист, Блок бачить у соціалізмі та комунізмі знаряддя застосування цього «надлишку» на практиці. Нехарактерним для марксиста є його сильна прихильність до метафізики. У центрі його міркувань було «те, що ще не стало» і що є характерним для нашого «тепер». Людина та суспільство «ще не прийшли до якоїсь мети», тому що ми все ще відчуваємо нестачу. Проте все, що існує, оточує «двір значень» своїх нереалізованих можливостей, які можуть «наставити нас на шлях», перетворюючи «ще не мати» в мати, «ще не бути» в буття і «все ще несвідоме» у свідоме.
Ернст Блох є не лише «німецьким філософом російської Жовтневої революції» (Оскар Негт), він також розвинув самовпевнену філософію «tertium», тобто третьої ситуації між тим, що більше не є, і тим, що ще не є, становище: яке досі майже не розглядалося з погляду соціальних наук і методології; Концепція Блоха відрізняється історично та методологічно від інших підходів філософів-марксистів тим, що Блок бачив тісний зв'язок між соціалістичними та християнськими ідеями.
Концепції неодночасності Ернста Блоха, як він формулював їх у 1930-х і 1960-х роках, також мають небияке значення. У «Спадку цього часу» (1934) він пояснював привабливість націонал-соціалізму неодночасними суперечностями в капіталізмі, які «криво» доходили до одночасної суперечності між власниками капіталу та найманими робітниками. Через відсутність революцій у Німеччині певні класи («дрібні фермери», «дрібні виробники», «дрібні торговці» та службовці як окремий випадок дрібної буржуазії) є не лише відсталими («помилкова неодночасність»), але й також перепліталися у своїх анахронічних способах виробництва («справжня неодночасність») капіталу. Марксистський аналіз повинен не тільки холодно аналізувати одночасну суперечність, але також повинен брати до уваги потік невирішеної боротьби та утопій. У «Тюбінгенському вступі до філософії» на початку 1960-х років Блох пов'язав неодночасність з різним прогресом. Тут він дистанціювався від «теорії реакційної культурної групи», оскільки всі культури у своєму розвитку підкоряються одним і тим же діалектичним законам і переслідують той самий цільовий зміст людства (об'єднуючи «конкретно-утопічний humanum») у «царстві свободи». Блох говорить тут про «мультивсесвіт» : "Концепція прогресу не терпить «культурних кіл», у яких час реакційно прикутий до простору, адже замість монотонності йому потрібен широкий, еластичний, повністю динамічний мультивсесвіт, постійний і часто заплутаний. контрапункт до історичних голосів.
Ернст Блох мав великий вплив на теологію другої половини 20 століття завдяки своїм інтелектуальним і оригінальним поясненням релігійних тем, особливо юдаїзму та християнства, а також атеїзму. Цей вплив помітний зокрема в доробку Юргена Мольтмана та Доротеї Зелле. Як приклад тут можна згадати відповідні назви «Принцип надії» Ернста Блоха та «Теологія надії» Юргена Мольтмана, а також «Атеїзм у християнстві» Ернста Блоха та «Атеїстична віра в Бога» Доротеї Зелле. У 1979 році релігійний філософ Ганс Йонас програмно назвав свою етику технічної цивілізації «Принципом відповідальності» .
У третьому томі «Принципу надії» Блох особливо докладно пояснює свою філософію релігії: "Справжнє Буття не на початку, а в кінці, і воно починається лише тоді, коли суспільство та існування стають радикальними, тобто осягають коріння. Але корінь історії — це людина, яка працює, творить, перетворює та перемагає обставини. Після того, як людина осягнула свій розум і заснувала те, що їй належить без відчуження, у справжній демократії, у світі виникає те, що, здається, було в дитинстві кожного і де ніхто ніколи не був: батьківщина. Далі в книзі «Атеїзм у християнстві» сказано: «Лише атеїст може бути хорошим християнином, але, звичайно, також: лише християнин може бути хорошим атеїстом».
Блох критикує традиційні ієрархічні структури християнства, похідні від бога, який є «вищим», нагадуючи в цьому таких богів, як Мардук чи Птах, богів вавилонян і єгиптян, але не Ягве, бога Виходу, який веде до звільнення.
Блох закидає атеїзму наявність порожнечі, «порожнечі», що залишається після усунення релігії. Згідно з Блохом, у ці порожнини потрапляє новий, темний зміст. Як приклад він наводить час націонал-соціалізму.

## Праці
- Kritische Erörterungen über Heinrich Rickert und das Problem der Erkenntnistheorie, Dissertation, 1909.
- Geist der Utopie, München, 1918.
- Thomas Müntzer als Theologe der Revolution, München 1921.
- Durch die Wüste — Kritische Essays, Paul Cassirer Verlag, Berlin 1923.
- Geist der Utopie, endgültige Fassung, Paul Cassirer Verlag, Berlin 1923.
- Spuren, Paul Cassirer Verlag, Berlin, 1930.
- Erbschaft dieser Zeit, Zürich, 1935.
- Freiheit und Ordnung, Berlin, Aufbau-Verlag, 1947.
- Subjekt — Objekt, 1949.
- Christian Thomasius, 1949.
- Avicenna und die aristotelische Linke, (Leipzig 1949) Rütten & Loening, Berlin 1952.
- Принцип надії / Das Prinzip Hoffnung, 3 Bände, 1954—1959, ISBN 3-518-28154-2.
- Widerstand und Friede. Aufsätze zur Politik, Suhrkamp Verlag, 1968, Neuausgabe 2008, mit DVD: Ernst und Karola Bloch. Die Tübinger Zeit, ISBN 978-3-518-41981-6.
- Spuren, Suhrkamp Verlag, 1959, ISBN 3-518-28150-X.
- Naturrecht und menschliche Würde, 1961.
- Tübinger Einleitung in die Philosophie, Suhrkamp Verlag, 1963, ISBN 3-518-10011-4.
- Atheismus im Christentum, Suhrkamp Verlag, 1968, ISBN 3-518-28163-1.
- Politische Messungen, Pestzeit, Vormärz Suhrkamp Verlag, 1970, ISBN 3-518-28160-7.
- Das Materialismusproblem, seine Geschichte und Substanz, Suhrkamp Verlag, 1972, ISBN 3-518-28156-9.
- Experimentum Mundi. Frage, Kategorien des Herausbringens, Praxis, Suhrkamp Verlag, 1975, ISBN 3-518-28164-X.
- Fabelnd Denken. Essayistische Texte aus der «Frankfurter Zeitung», Klöpfer und Meyer, 1997, ISBN 3-931402-19-3.
- Logos der Materie. Eine Logik im Werden. Aus dem Nachlass 1923—1949, Suhrkamp Verlag, 2000, ISBN 3-518-58278-X.